# Frank van Kolfschooten
Frank van Kolfschooten (Den Haag, 1959) is een Nederlands wetenschapsjournalist en schrijver.
Hij studeerde filosofie aan de Faculteit der Wĳsbegeerte van de Universiteit van Amsterdam.  Van 1994 tot 1999 was hij hoofdredacteur van het weekblad van de Vrije Universiteit, Ad Valvas. Sinds 1986 is hij wetenschapsjournalist, met als voornaamste aandachtsgebieden (medische) wetenschap, sport en geschiedenis. Hij publiceerde onder andere in NRC Handelsblad, de Volkskrant, Vrij Nederland, Hard gras, Science, The Lancet, Nature en New Scientist. Daarnaast verschenen er diverse boeken van zijn hand, waaronder twee over wetenschapsfraude, Valse vooruitgang uit 1993 en Ontspoorde Wetenschap uit 2012.

## Titels
- Valse vooruitgang. Bedrog in de Nederlandse wetenschap, 1993[1]
- De koningin van Plan Zuid. Geschiedenissen uit de Beethovenstraat, 1997
- De bal is niet rond. Verrassende feiten over voetbal, 1998
- De Dordtse Magiër. De val van volksheld Karel Lotsy, 2009, genomineerd voor de Nico Scheepmaker Beker 2010,[2] en voor de M.J. Brusseprijs 2010
- Ontspoorde Wetenschap. Over fraude, plagiaat en academische mores, 2012[3][4][5][6]
- Hoe simpel wil je het hebben? Eigenzinnige lessen en spraakmakende anekdotes uit het topvoetbal van Raymond Verheijen, 2015
- Remi. De oorlogsgeschiedenis van twee broers, 2020
- De Beethovenstraat. Een biografie, 2021[7]
- Mijn Amsterdam-Zuid, samensteller, 2025